# Seznam biskupů parmských
- Urban (372 sesazen)
- Esuperanzio ? (zmíněn 603)
- Grazioso (zmíněn 680)
- Aicardo (zmíněn 731)
- Alboino (zmíněn 744)
- Gerolamo (zmíněn 775 circa)
- Pietro (zmíněn 781)
- Lamberto (před 827 – po l'835)
- Guibodo (o Wibodo) (před 857 – 895)
- Elbungo (895 – po 915)
- Aicardo (před 920 – po 927)
- Sigefredo I (před 929 – d opo il 944)
- Aldeodato I (před 947 – po 953)
- Oberto (před 961 – 980)
- Sigefredo II (980 – po 1006)
- Maiolo (zmíněn 1013/1014 circa)
- Enrico (1015 – po 1026)
- Ugo (před 1027 – po 1040)
- Pietro Cadalus (před 1046 – po 1071)
- Everardo (1073 – po 1085)
- Wido o Guido (1085 o 1087 – 1104 ?)
- Sv. Bernardo degli Uberti, O.S.B.Vall. (1106 – 4 dicembre 1133)
- Alberto (1133 – 1135)
- Lanfranco (1139 – circa 1162)
  - Aicardo da Cornazzano (před 1163 – 1167 nebo 1170 sesazen)
- Bernardo II. (před 1172 – 1194)
- Obizzo Fieschi (1194 – 1224)
- Grazia (před 1224 – 1236)
- Gregorio ? (zmíněn 1236)
- Martino da Colorno (1237 –1242)
- Bernardo Vizio de' Scotti (1242 – 1243)
- Alberto Sanvitale (1243 – 1257)
- Obizzo Sanvitale (1257 – 1295)
- Giovanni da Castell'Arquato, O.Cist. (1295 – 1299)
- Goffredo da Vezzano (1299 – 1300)
- Papiniano della Rovere (1300 – 1316)
- Simone Saltarelli, O.P. (1317 – 1323)
- Ugolino de' Rossi (1323 – 1377)
- Beltrando da Borsano ( 1378 – 1380)
- Giovanni Rusconi (1380 – 1412)
- Bernardo Zambernelli, O.F.M.Conv. (1412 – 1425)
- Delfino della Pergola ( 1425 – 1463)
- Giacomo Antonio della Torre (1463 – 1476)
- Sagramoro Sagramori (1476 – 1482)
- Giovanni Giacomo Sclafenati (1482 – 1497)
- Stefano Taverna (1497 – 1499)
- Giovanni Antonio Sangiorgio (1499 – 1509)
- Alessandro Farnese (1509 – 1534)
  - Alessandro Farnese jun. (1534 – 1535)
- Guido Ascanio Sforza di Santa Fiora (1535 – 1560)
- Alessandro Sforza di Santa Fiora (1560 – 1573)
- Ferdinando Farnese (1573 – 1606)
- Papirio Picedi (1606 – 1614)
- Alessandro Rossi (1614 – 1615)
- Pompeo Cornazzano, O.Cist. (1615 – 1647)
  - Sede vacante (1647 –1650)
- Gerolamo Corio (1650 – 1651)
- Carlo Nembrini (1652 – 1677)
  - Sede vacante (1677 – 1681)
- Tommaso Saladino (1681 – 1694)
- Giuseppe Olgiati (1694 – 1711)
- Camillo Marazzani (1711 – 1760)
- Francesco Pettorelli Lalatta ( 1760 – 1788)
- Adeodato Turchi, O.F.M.Cap. (1788 – 1803)
- Carlo Francesco Caselli, O.S.M. (1804 – 1828)
- Remigio Crescini, O.S.B. (1828 – 1830)
- Vitale Loschi (1831 – 1842)
- Giovanni Tommaso Neuschel, O.P. (1843 – 1852
- Felice Cantimorri, O.F.M.Cap. (1854 – 1870)
- Domenico Maria Villa (1872 – 1882)
- Giovanni Andrea Miotti (1882 – 1893)
- Francesco Magani (1893 – 1907)
- Sv. Guido Maria Conforti (1907 – 1931)
- Evasio Colli (1932 – 1971)
- Amilcare Pasini (1971 – 1981)
- Benito Cocchi (1982–1996)
- Silvio Cesare Bonicelli (1996 – 2008)
- Enrico Solmi, od 19. leden 2008